# Jewgienij Antonow
Jewgienij Dmitrijewicz Antonow, ros. Евгений Дмитриевич Антонов (ur. 26 kwietnia 1992) – rosyjski lekkoatleta specjalizujący się w skoku w dal. 
W 2011 zdobył brązowy medal mistrzostw Europy juniorów. 
Rekordy życiowe: stadion – 7,90 (3 lipca 2013, Moskwa); hala – 7,74 (23 lutego 2013, Wołgograd). 

## Osiągnięcia
| Rok  | Impreza                     | Miejsce | Pozycja    | Wynik |
| ---- | --------------------------- | ------- | ---------- | ----- |
| 2011 | Mistrzostwa Europy juniorów | Tallinn | 3. miejsce | 7,83w |